# HMS Gotland (1933)
O HMS Gotland foi um cruzador de aviação operado pela Marinha Sueca. Sua construção começou em 1930 nos estaleiros da Götaverken em Gotemburgo e foi lançado ao mar em setembro de 1933, sendo comissionado na frota sueca em dezembro do ano seguinte. Era armado com uma bateria principal composta por seis canhões de 152 milímetros montados em duas torres de artilharia duplas e duas casamatas, podia operar até seis hidroaviões, tinha um deslocamento de mais de cinco mil toneladas e alcançava uma velocidade máxima de 27 nós (cinquenta quilômetros por hora).
O Gotland serviu como navio-escola para cadetes navais em várias viagens internacionais até o começo da Segunda Guerra Mundial em 1939. Foi então usado em patrulhas de neutralidade, além de continuar como navio-escola, sendo convertido em um cruzador antiaéreo entre 1943 e 1944 por seus hidroaviões estarem obsoletos e por novos não poderem ser adquiridos. Depois da guerra tornou-se exclusivamente um navio-escola. Foi convertido em navio de direcionamento de caças entre 1953 e 1954 e colocado na reserva em 1956, sendo descartado em 1960 e desmontado em 1963.

## Desenvolvimento
A Marinha Sueca estabeleceu em 1925 um comitê para avaliar quais navios ela precisaria no futuro próximo. As conclusões foram entregues em dezembro do ano seguinte e incluía um porta-hidroaviões armado com seis canhões de 152 milímetros em montagens únicas e espaço de hangar suficiente para acomodar doze aeronaves. Outra conclusão foi que todos os navios de guerra deveriam ser capazes de estabelecer campos minados. O Conselho de Construção Naval decidiu que queria que a embarcação fosse capaz de atuar como um cruzador além de um porta-hidroaviões. Foi especificado que as armas deveriam ser montadas em torres de artilharia duplas e que uma bateria antiaérea pesada deveria ser adicionada, além de ser possível instalar seis tubos de torpedo de 533 milímetros. O projeto resultante de 5,1 mil toneladas foi apresentado em janeiro de 1927 e mostrou-se impossível de ser construído com o orçamento disponível de 16,5 milhões de coroas aprovado em 13 de maio pelo Parlamento. O projeto foi então reduzido de tamanho com a remoção de uma das torres de artilharia. Sua armas foram colocadas em vez disso em casamatas nas laterais da superestrutura, uma característica só encontrada também na Classe Omaha da Marinha dos Estados Unidos.

## Projeto

### Características
O Gotland tinha 134,8 metros de comprimento de fora a fora, uma boca de 15,4 metros e um calado de 5,5 metros. Seu deslocamento padrão era de 4 830 toneladas e o deslocamento carregado de 5 639 toneladas. Seu sistema de propulsão ficava arranjado em unidades para que assim um único acerto não pudesse imobilizar o navio, porém a presença do depósito de munição da segunda torre de artilharia entre uma sala de caldeiras e sua sala de máquinas associada complicava as coisas. Era equipado com quatro caldeiras Penhoët que funcionavam a uma pressão de vinte quilogramas-força por centímetro quadrado (1 965 quilopascais), alimentando duas turbinas a vapor de Laval que por sua vez giravam uma hélice cada. Os motores tinham uma potência indicada de 34 mil cavalos-vapor (25 mil quilowatts) para uma velocidade máxima projetada de 27,5 nós (50,9 quilômetros por hora). Durante seus testes marítimos em 14 de setembro de 1934 alcançou 27,53 nós (50,99 quilômetros por hora) a partir de 33 231 cavalos-vapor (24 435 quilowatts). O cruzador podia carregar até 810 toneladas de óleo combustível, o que proporcionava uma autonomia de quatro mil milhas náuticas (7,4 mil quilômetros) a uma velocidade de doze nós (22 quilômetros por hora). Sua tripulação era formada por 467 oficiais e marinheiros.

### Armamento

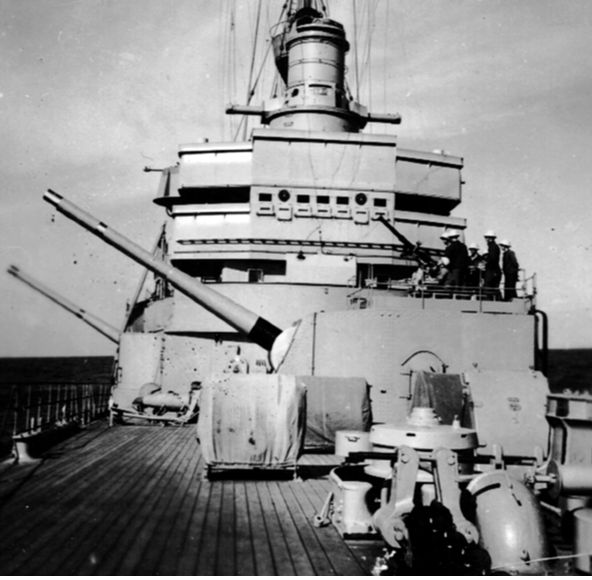
O armamento de vante do Gotland em 1939

A bateria principal do Gotland consistia em seis canhões Bofors M/30 de 152 milímetros. Quatro ficavam montados em duas torres de artilharia duplas, uma à vante e outra à ré da superestrutura; cada arma tinha uma elevação máxima de sessenta graus para que tivesse alguma utilidade para defesa antiaérea. Os dois canhões restantes ficavam montados em casamatas nos cantos de vante da superestrutura com uma elevação máxima de trinta graus. As armas tinham uma cadência de tiro de seis disparos por minuto. Disparavam projéteis de 46 quilogramas com uma velocidade de saída de novecentos metros por segundo, o que dava às armas nas torres de artilharia um alcance máximo de 24,4 quilômetros, enquanto as das casamatas tinham um alcance de vinte quilômetros. Dados de alvos para os canhões eram coletados por telêmetros de seis metros instalados no diretório de controle de disparo localizado no teto da ponte de comando e na torre de artilharia de ré.
A defesa antiaérea tinha quatro canhões Bofors M/26 ou M/28 calibre 60 de 75 milímetros. Duas montagens únicas ficavam em plataformas entre as chaminés e uma montagem dupla ficava sobreposta à segunda torre de artilharia. As armas disparavam projéteis de 6,5 quilogramas a uma velocidade de saída de 850 metros por segundo para um alcance máximo de quinze quilômetros. O Gotland também era equipado com quatro canhões Bofors M/32 calibre 64 de 25 milímetros em montagens únicas localizadas nas laterais da superestrutura de vante. As armas disparavam projéteis de 250 gramas a uma velocidade de saída de 850 metros por segundo com um alcance efetivo de um a dois quilômetros. Dois telêmetros de quatro metros, um em cada lateral da superestrutura de vante, proporcionavam os dados para a bateria antiaérea. O navio era equipado com seis tubos de torpedo de 533 milímetros em dois lançadores triplos ao lado da segunda chaminé. Também tinha trilhos para lançar oitenta e cem minas, dependendo do tamanho.

### Blindagem e aeronaves

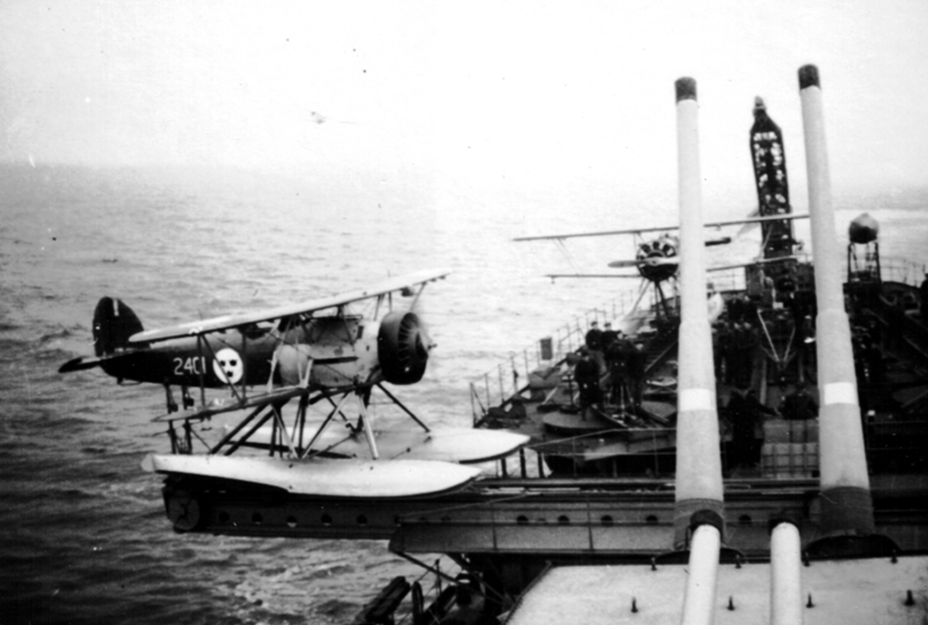
Um Hawker Osprey S 9 pronto para ser lançado na catapulta em 1935

A blindagem do convés e torre de comando consistia em placas de aço cromo-níquel com 51 milímetros de espessura. A proteção das torres de artilharia e anteparas transversais ficava entre 29 e 51 milímetros. Entretanto, o historiador M. J. Whitley afirma que na verdade a espessura das blindagens era a metade disso, ficando entre treze e 25 milímetros. As tubulações das chaminés tinham placas de 29 milímetros, enquanto os guindastes de munição eram protegidos por blindagem de 25 a 29 milímetros.
O complemento de aeronaves do Gotland era de seis hidroaviões Hawker Osprey S 9, porém o convés de aeronaves podia acomodar até oito aviões com mais três sendo guardados abaixo no convés. Foi descoberto que os hidroaviões eram danificados pelas ondas em mares bravios. O convés de aeronaves era equipado com oito carrinhos elétricos para levar as aeronaves à catapulta Heinkel de ar comprimido. Esta tinha catorze metros de comprimento dobrada e 22 metros quando em uso. Podia lançar os aviões a cada dois minutos. Os hidroaviões eram recuperados do mar por meio de um guindaste na popa. O Gotland só conseguia recuperar as aeronaves enquanto estivesse parado em mares calmos, do contrário precisava puxar uma vela pela popa que acalmava o mar para que assim os hidroaviões taxiassem por ele até que se aproximassem o suficiente para que o guindaste da popa os alcançasse.

### Modificações

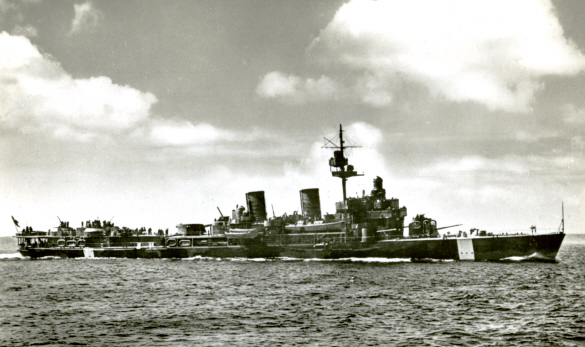
O Gotland em julho de 1944 depois da conversão para cruzador antiaéreo

Uma montagem dupla de canhões M/32 foi instalada no teto da primeira torre de artilharia entre 1936 e 1937. Os Osprey estavam desgastados em 1943 e a Suécia não era capaz de projetar e construir substitutos modernos. Além disso, o desempenho de aeronaves tinha melhorado desde que os Osprey tinham sido projetados no início da década de 1930 e aviões decolados de bases terrestres já eram capazes de cobrir todo o Mar Báltico. Desta forma o Gotland foi convertido entre 1943 e 1944 em um cruzador antiaéreo. A catapulta, guindaste e equipamentos de manuseio de aeronaves foram removidos, com o convés das aeronaves ampliado para cobrir a área onde a catapulta ficava. Oito canhões Bofors M/36 calibre 56 de 40 milímetros foram instalados no lugar em quatro montagens duplas. As duas mais de vante ficavam nas laterais, enquanto as duas de ré na linha central. Estas armas disparavam projéteis de 890 gramas a uma velocidade de saída de 881 metros por segundo e com alcance máximo de 9,8 quilômetros, porém o alcance efetivo era bem menor. Quatro canhões Bofors M/40 calibre 70 de 20 milímetros em montagens duplas foram colocados entre a segunda torre de artilharia e as montagens de 40 milímetros, também ficando uma em cada lateral. Essas alterações aumentaram a tripulação para 543.
O Gotland foi modificado entre 1953 e 1955 para um navio de direcionamento para servir de centro móvel de controle. Para este fim foi equipado com um radar de aviso prévio britânico Tipo 293. Seu armamento antiaéreo foi aprimorado, com todos os canhões de 75, 25 e 20 milímetros sendo removidos, exceto os canhões M/32 em cima da primeira torre de artilharia, recebendo no lugar cinco Bofors M/48 calibre 70 de 40 milímetros em montagens únicas. Os canhões M/36 foram trocados por modelos M/48. Vários radares de artilharia britânicos Tipo 262 foram adicionados para controlar a bateria antiaérea. As casamatas de 152 milímetros e os telêmetros de quatro metros foram removidos a fim de compensar o aumento de peso. Também recebeu um sistema ASDIC britânico Tipo 144. Essas mudanças reduziram a tripulação para 401 oficiais e tripulantes.

## História
O Gotland foi encomendado em 7 de junho de 1930 da Götaverken, que terceirizou o casco e os maquinários de propulsão para a Lindholmens. O batimento de quilha ocorreu nos estaleiros da Götaverken em Gotemburgo mais tarde no mesmo ano. Foi batizado por Gustavo Adolfo, Príncipe Herdeiro da Suécia e lançado ao mar em 14 de setembro de 1933, sendo comissionado em 14 de dezembro de 1934. Tornou-se então a capitânia da Esquadra de Reconhecimento da Frota Costeira. O Gotland a partir de 1935 passou a servir de navio-escola para cadetes navais durante os meses de inverno, porém continuou em sua capacidade de capitânia da Frota Costeira no restante do ano. Fez sua primeira viagem internacional entre 8 de dezembro de 1935 e 15 de março de 1936, quando visitou a Alemanha, Espanha, Portugal, Reino Unido e Países Baixos. Outras viagens chegaram até a acontecer entre novembro e abril, visitando portos na África Ocidental Francesa, América do Sul, Caribe e Noruega. Sua última viagem internacional antes do início da Segunda Guerra Mundial em setembro de 1939 foi uma curta entre junho e julho, durante a qual visitou portos na França, Reino Unido e Noruega.
O cruzador continuou a servir na Frota Costeira durante a guerra, realizando patrulhas de neutralidade ao mesmo tempo que também continuou como navio-escola. A Alemanha invadiu a Dinamarca e Noruega em 9 de abril de 1940 enquanto o Gotland estava passando por manutenção no Estaleiro Naval de Estocolmo. Durante um exercício de artilharia em maio de 1941, um de seus Osprey avistou o couraçado alemão Bismarck e o cruzador pesado Prinz Eugen enquanto passavam pelo Kattegat entre a Dinamarca e Noruega. Este avistamento foi relatado ao quartel-general da Marinha Sueca, com o relatório vazando para o adido naval britânico em Estocolmo, que por sua vez o repassou ao Almirantado Britânico. Isto levou ao início da perseguição dos navios. O Gotland foi convertido em um cruzador antiaéreo entre o final de 1943 e abril de 1944.

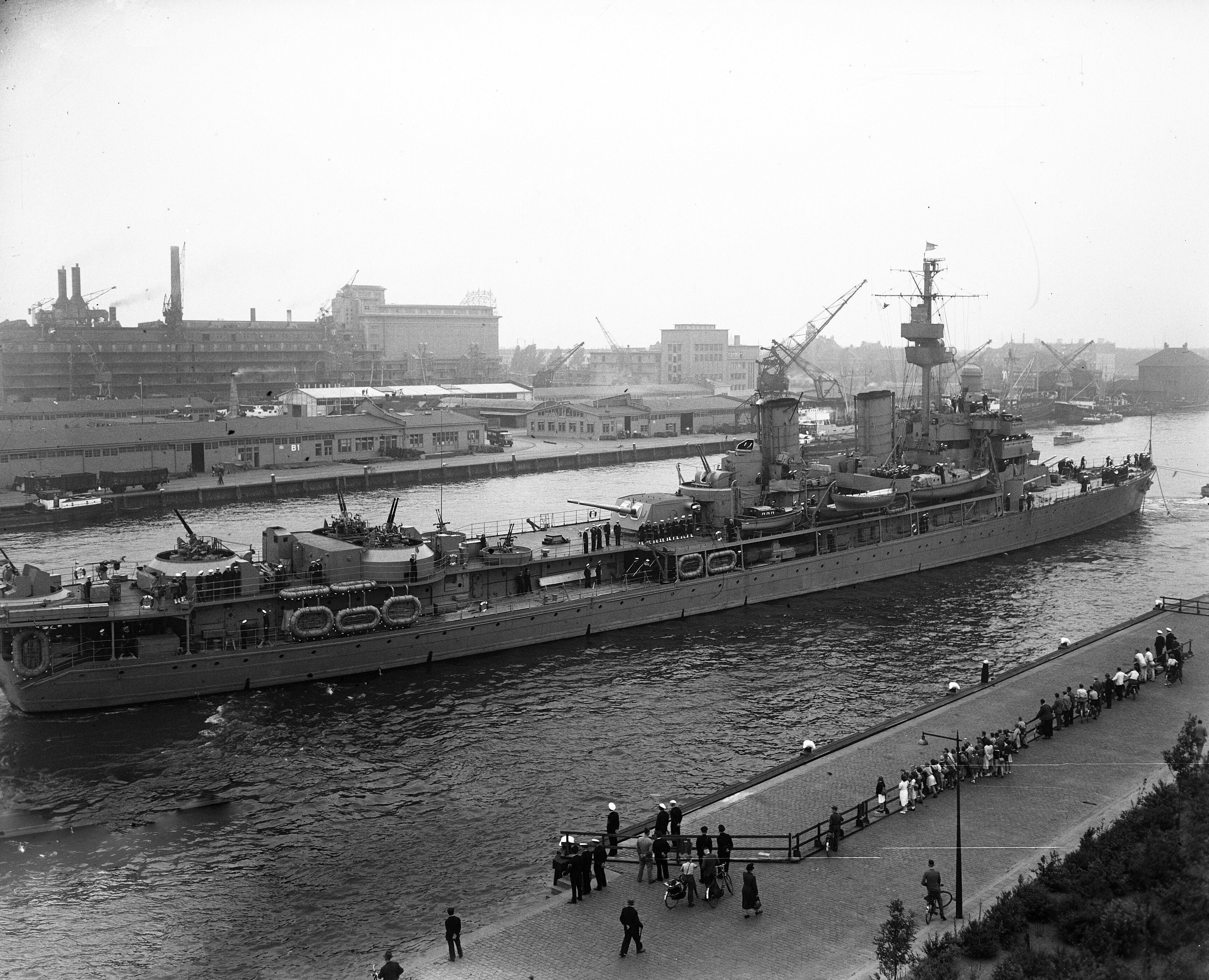
O Gotland em Roterdã nos Países Baixos em 8 de junho de 1950

Depois do fim da guerra o navio foi usado como capitânia para o Departamento da Escola Naval de Guerra e retomou os cruzeiros com cadetes navais durante os meses de inverno. Além dos destinos pré-guerra, o Gotland também visitou vários portos no Mar Mediterrâneo, o Quênia, África do Sul e América do Norte. Ele fez uma visita para a França e Reino Unido entre 29 de abril e 11 de junho de 1947 escoltado pelos contratorpedeiros HM Mode e HM Munin, visitando Le Havre, a Baía de Lyme, Torquay, Glasgow e Oban. O Gotland também transportou cadetes para o anual Encontro Nórdico de Cadetes Navais, onde treinou com draga-minas de 1949 a 1952. Neste último ano foi acompanhado do contratorpedeiro HMS Stockholm. O cruzador e os contratorpedeiros HMS Norrköping e HMS Karlskrona escoltaram um grupo de draga-minas para Tønsberg na Noruega e Antuérpia na Bélgica entre 24 de maio e 2 de junho de 1953.
O Gotland foi convertido em um navio de direcionamento de caças entre 1953 e 1954, realizando depois disso um único cruzeiro internacional, desta vez para a Espanha, África Ocidental, Angola, França e Reino Unido de 13 de dezembro de 1955 a 14 de março de 1956. Foi colocado na reserva mais tarde neste mesmo ano, permanecendo inativo até ser removido do registro naval em 1º de julho de 1960. O Gotland foi vendido para desmontagem em 1º de abril de 1962 e desmontado no ano seguinte em Ystad.